# Frédéric Trescases (homme politique)
Pour les articles homonymes, voir Trescases et Frédéric Trescases.
Frédéric Trescases est un homme politique français né le 8 juin 1885 à Argelès-sur-Mer, où il décéda le 3 décembre 1961.
Après être devenu conseiller municipal, il devint premier adjoint en 1919 avant de devenir maire de sa commune natale en 1922. En 1925, il devint ensuite conseiller départemental pour le Canton d'Argelès-sur-Mer jusqu’en 1937. Après la Libération de la France, il revint au conseil municipal avant de redevenir maire jusqu’en 1947, date où il ne se représenta pas.

## Biographie

### Vie privée
Fils d’un limonadier, il est marié à Lucie Louise Siné (née le 26 octobre 1897 et morte le 21 juin 1937 dans la même ville), sans profession. Il est le père de deux garçons, Frédéric Trescases et Francis Trescases, deux joueurs de rugby célèbres. Le premier (1921-2014) fut un champion français, tant à XV que à XIII tandis que le second, (1923-2011), joua dans les années 1940 à l'U.S.A. Perpignan, et fut notamment vainqueur de la Coupe Frantz-Reichel en 1943.

### Carrière
De 1919 à 1953, Frédéric Trescases a été une figure du Parti socialiste SFIO à Argelès-sur-Mer. Nommé conseiller municipal le 30 novembre 1919, il fut promu premier adjoint de la commune le 10 décembre de la même année, avant d'être élu maire le 15 janvier 1922. Il a repris son poste de maire aux dates suivantes : 17 mai 1925, 19 mai 1929 et 19 mai 1935.  
En mai 1929, il crée la cave coopérative d’Argelès-sur-Mer dont il prend la présidence. 
Il est maire en 1929, lors de la mise en place du Camp de concentration d'Argelès-sur-Mer. Il milita activement contre le camp,. 
Frédéric Trescases a également exercé en tant que conseiller d'arrondissement à Céret. Il s'est présenté aux élections du 19 juillet 1925 dans le canton d'Argelès et a été élu dès le premier tour avec 2 037 voix (sur un total de 5 951 inscrits). Il s'est présenté à nouveau en tant que candidat le 18 octobre 1931, dans le même canton d'Argelès, et a été réélu avec 1 953 voix. 
Frédéric Trescases, qui soutenait Jean Payra, a été à plusieurs occasions le secrétaire de la branche locale de la Section française de l'Internationale ouvrière. Nommé à la commission administrative de la SFIO des Pyrénées-Orientales lors du congrès fédéral du 24 mai 1924, il demeurait membre de cet organe directeur en 1926. Lors de sa réunion du 2 juin 1929, le comité fédéral de la SFIO des Pyrénées-Orientales l'a désigné comme membre de la commission départementale des conflits.
Durant l'occupation allemande, Frédéric Trescases s'associa aux actions des Mouvements unis de la Résistance. Il a été nommé délégué de cette organisation au comité local de Libération d'Argelès et a pris la présidence de la commission municipale. Dans ce contexte, il a rassemblé le 31 août 1944 le comité local de Libération élargi qui est devenu un conseil municipal provisoire. Il a été maire d'Argelès-sur-Mer de façon temporaire jusqu'au renouvellement général des conseils municipaux en mai 1945. Après les élections, il a été réélu au conseil municipal, mais n'a pas retrouvé son poste de maire.
Frédéric Trescases a retrouvé ses fonctions de maire d'Argelès-sur-Mer uniquement après les élections d'octobre 1947. Lors des élections de mai 1953, il ne se porta pas candidat à nouveau et se retire de la politique active.